# John Bird (político)
John AW Bird (6 de Fevereiro de 1926 - 18 de Novembro de 1997) foi um político britânico que serviu como membro do Parlamento Europeu (MEP).
Bird foi eleito para o Parlamento Europeu numa eleição suplementar de 1987, representando a região de Midlands West.